# Hronološki pregled daleke budućnosti
Iako predviđanja budućnosti nikada ne mogu biti apsolutno sigurna, sadašnja znanja iz raznih naučnih oblasti dozvoljavaju predviđanje događaja u dalekoj budućnosti, barem u najširim crtama. U ove naučne oblasti spadaju: astrofizika, koja otkriva kako se planete i zvezde formiraju, kako deluju jedne na druge i kako umiru; fizika elementarnih čestica, koja otkriva ponašanje materije u najmanjim razmerama; evoluciona biologija, koja predviđa kako će život evoluirati tokom vremena; i tektonika ploča, koja pokazuje kako se kontinenti pomeraju tokom milenijuma.
Sve projekcije budućnosti Zemlje, Sunčevog sistema i Svemira moraju uzeti u obzir drugi zakon termodinamike, koji kaže da entropija, ili gubitak energije dostupne za rad, mora da raste tokom vremena. Zvezde će na kraju iscrpsti svoje zalihe vodoničnog goriva i sagoreti. Bliski susreti gravitaciono odbacuju planete od svojih zvezdanih sistema, a zvezdane sisteme od galaksija.
Na kraju, očekuje se da sama materija padne pod uticaj radioaktivnog raspada, s obzirom da se i najstabilniji materijali cepaju na subatomske čestice. Sadašnji podaci ukazuju da svemir ima ravnu geometriju (ili vrlo blizu ravne) i da se, prema tome, neće urušiti u sebe posle nekog konačnog vremena, a beskonačna budućnost dozvoljava pojavu više događaja koji su ekstremno neverovatni, kao što je formiranje Bolcmanovih mozgova.
Hronološke tabele koje su ovde prikazane pokrivaju događaje od početka 11. milenijuma do najdalje budućnosti. Brojni alternativni budući događaji su navedeni da bi objasnili još uvek nerešena pitanja, kao što su sledeća: da li će ljudi izumreti, da li će se protoni raspasti i da li će Zemlja preživeti kada se Sunce pretvori u crvenog džina.

## Legenda
| Astronomy and astrophysics    | Astronomija i astrofizika    |
| Geology and planetary science | Geologija i planetarna nauka |
| Biology                       | Biologija                    |
| Particle physics              | Fizika elementarnih čestica  |
| Mathematics                   | Matematika                   |
| Technology and culture        | Tehnologija i kultura        |

## Budućnost Zemlje, Sunčevog sistema i Svemira
|                               | Broj godina | Događaj |
| ----------------------------- | ----------- | --- |
| Geology and planetary science | 10,000      | Ako prestanak funkcije Vilksovog basena ugrozi istočnoantarktički kontinentalni basen, biće potrebno ovoliko vremena da se potpuno otopi. Nivo mora bi porastao za 3 do 4 metra. (Kao jedna od potencijalnih dugoročnih posledica globalnog zagrevanja, ovo je odvojeno od kratkoročne pretnje zapadnoantarktičkog kontinentalnog basena.) |
| Astronomy and astrophysics    | 10,000      | Crveni superdžin Antares će verovatno eksplodirati u supernovu. Očekuje se da ova eksplozija bude vidljiva po danu. |
| Geology and planetary science | 15,000      | Prema Teoriji saharske pumpe, precesija Zemljinih polova će pomeriti Severnoafrički monsun dovoljno daleko na sever da se u Saharu vrati tropska klima, kao što je to bio slučaj pre 5.000-10.000 godina. |